# Gerd Grabher
Gerd Grabher (Lustenau, 1953. november 2. –) osztrák nemzetközi labdarúgó-játékvezető. Polgári foglalkozása igazgató.

## Pályafutása

### Nemzeti játékvezetés
1989-ben lett az I. Liga játékvezetője. A nemzeti játékvezetéstől 2000-ben vonult vissza.

### Nemzetközi játékvezetés
Az Osztrák labdarúgó-szövetség Játékvezető Bizottsága (JB) terjesztette fel nemzetközi játékvezetőnek, a Nemzetközi Labdarúgó-szövetség (FIFA) 1991-től tartotta nyilván bírói keretében. Több nemzetek közötti válogatott és klubmérkőzést vezetett.  Az osztrák nemzetközi játékvezetők rangsorában, a világbajnokság-Európa-bajnokság sorrendjében  a 6. helyet foglalja el 9 találkozó szolgálatával. Az aktív nemzetközi játékvezetéstől 2000-ben
búcsúzott.

#### Világbajnokság
A világbajnoki döntőhöz vezető úton Egyesült Államokba a XV., az 1994-es labdarúgó-világbajnokságra és Franciaországba a XVI., az 1998-as labdarúgó-világbajnokságra a FIFA JB bíróként alkalmazta.

##### 1994-es labdarúgó-világbajnokság

###### Selejtező mérkőzés
| Időpont           | Helyszín                           | Mérkőzés típusa           | Mérkőzés             | Eredmény | Nézők száma |
| ----------------- | ---------------------------------- | ------------------------- | -------------------- | -------- | ----------- |
| 1993. március 24. | Nieuw Galgenwaard Stadion, Utrecht | előselejtező (2. csoport) | Hollandia–San Marino | 6 : 0    | 12 500      |
| 1993. június 2.   | Park Stadion, Koppenhága           | előselejtező (3. csoport) | Dánia–Albánia        | 4 : 0    | 39 503      |

##### 1998-as labdarúgó-világbajnokság

###### Selejtező mérkőzés
| Időpont            | Helyszín                     | Mérkőzés típusa           | Mérkőzés            | Eredmény | Nézők száma |
| ------------------ | ---------------------------- | ------------------------- | ------------------- | -------- | ----------- |
| 1996. október 5.   | Republican Stadion, Chişinău | előselejtező (2. csoport) | Moldova–Olaszország | 1 : 3    | 4 085       |
| 1997. augusztus 6. | Dinamo Stadion, Moszkva      | előselejtező (5. csoport) | Oroszország–Izrael  | 2 : 0    | 30 000      |

#### Európa-bajnokság
Az európai-labdarúgó torna döntőjéhez vezető úton Angliába a X., az 1996-os labdarúgó-Európa-bajnokságra valamint Belgiumba és Hollandiába a XI., a 2000-es labdarúgó-Európa-bajnokságra az UEFA JB asszisztensként foglalkoztatta.

##### 1996-os labdarúgó-Európa-bajnokság

###### Selejtező mérkőzés
| Időpont            | Helyszín                     | Mérkőzés típusa           | Mérkőzés                | Eredmény | Nézők száma |
| ------------------ | ---------------------------- | ------------------------- | ----------------------- | -------- | ----------- |
| 1994. október 12.  | Gradski Stadion, Szkopje     | előselejtező (2. csoport) | Macedónia–Spanyolország | 0 : 2    | 30 000      |
| 1995. október 11.  | Luzsnyik Stadion, Moszkva    | előselejtező (8. csoport) | Oroszország–Görögország | 2 : 1    | 41 000      |
| 1995. november 15. | Michel DOrnano Stadion, Caen | előselejtező (1. csoport) | Franciaország–Izrael    | 2 : 0    | 20 822      |

###### Európa-bajnoki mérkőzés
| Időpont          | Helyszín                | Mérkőzés típusa              | Mérkőzés         | Eredmény | Nézők száma |
| ---------------- | ----------------------- | ---------------------------- | ---------------- | -------- | ----------- |
| 1996. június 18. | Wembley Stadion, London | csoportmérkőzés (A. csoport) | Anglia–Hollandia | 4 : 1    | 76 798      |

##### 2000-es labdarúgó-Európa-bajnokság

###### Selejtező mérkőzés
| Időpont           | Helyszín               | Mérkőzés típusa           | Mérkőzés         | Eredmény | Nézők száma |
| ----------------- | ---------------------- | ------------------------- | ---------------- | -------- | ----------- |
| 1999. október 14. | Ullevaal Stadion, Oslo | előselejtező (2. csoport) | Norvégia–Albánia | 2 : 2    | 17 770      |